# Bardsragujn chumb 2008
Il Bardsragujn chumb 2008 è stato la 17ª edizione del campionato di calcio armeno, disputato tra il 6 aprile e il 15 novembre 2008 e concluso con la vittoria del Pyunik FC, al suo undicesimo titolo.
Capocannoniere del torneo si confermò Marcos Pizzelli (Ararat Erevan) con 17 reti.

## Formula
Le otto squadre partecipanti si incontrarono in un doppio turno di andata e ritorno per un totale di 28 partite. La squadra campione si qualificò alla UEFA Champions League 2009-2010 mentre furono tre le squadre ammesse ai turni preliminari della UEFA Europa League 2009-2010. L'Ararat non ottenne la licenza UEFA e fu escluso dalle competizioni continentali.
L'ultima squadra classificata fu retrocessa in Aradżin Chumb.

## Squadre partecipanti
| Club          | Città  | Stadio | Posizione 2007     |
| ------------- | ------ | ------ | ------------------ |
| Shirak FC     | Gyumri |        | 6°                 |
| Banants       | Kotayk |        | 2°                 |
| Kilikia FC    | Erevan |        | 8°                 |
| Ararat Erevan | Erevan |        | 4°                 |
| Mika Erevan   | Erevan |        | 3°                 |
| Ulisses FC    | Erevan |        | 7°                 |
| FC Pyunik     | Erevan |        | Campione d'Armenia |
| Gandzasar FC  | Kapan  |        | 5°                 |

## Classifica
|                    | Pos. | Squadra     | Pt | G  | V  | N | P  | GF | GS | DR  |
| ------------------ | ---- | ----------- | -- | -- | -- | - | -- | -- | -- | --- |
| Armenia (bandiera) | 1.   | P'yownik    | 59 | 28 | 18 | 5 | 5  | 40 | 18 | +22 |
|                    | 2.   | Ararat      | 59 | 28 | 18 | 5 | 5  | 48 | 23 | +25 |
|                    | 3.   | Ganjasar    | 47 | 28 | 13 | 8 | 7  | 39 | 27 | +12 |
|                    | 4.   | Mika Erevan | 46 | 28 | 13 | 7 | 8  | 38 | 28 | +10 |
|                    | 5.   | Banants     | 41 | 28 | 11 | 8 | 9  | 34 | 25 | +9  |
|                    | 6.   | Ulisses     | 29 | 28 | 7  | 8 | 13 | 19 | 29 | -10 |
|                    | 7.   | Širak       | 19 | 28 | 5  | 4 | 19 | 15 | 40 | -25 |
|                    | 8.   | Kilikia     | 11 | 28 | 2  | 5 | 21 | 21 | 64 | -43 |

Legenda:

      Campione di Armenia e ammessa alla Champions League
      Ammessa alla Europa League
      Retrocessa in Aradżin Chumb
Note:

Tre punti a vittoria, uno a pareggio, zero a sconfitta.

### Verdetti
- FC Pyunik Campione d'Armenia e ammesso alla UEFA Champions League 2009-2010
- FC Gandzasar Kapan, FC MIKA e FC Banants ammessi ai turni preliminari della UEFA Europa League 2009-2010
- FC Kilikia Erevan retrocessa in Aradżin Chumb

## Spareggio per il titolo
L'incontro di spareggio venne disputato il 19 novembre 2008 a Erevan.
| Arbitro: | Chagharyan (Erevan) |

|                            |           |                     |
| Albert Tadevosyan 68’ 118’ | Marcatori | 69’ Vahagn Minasyan |

## Classifica marcatori
| Gol |  |  | Giocatore            | Squadra     |
| --- |  |  | -------------------- | ----------- |
| 17  |  |  | Marcos Pizzelli      | Ararat      |
| 10  |  |  | Albert Tadevosyan    | P'yownik    |
| 9   |  |  | Alexander Petrosyan  | Ganjasar    |
| 8   |  |  | Narek Beglaryan      | Mika Erevan |
| 8   |  |  | Gevorg Ghazaryan     | P'yownik    |
| 8   |  |  | Karen N. Khachatryan | Kilikia     |